# Отдельная дорожно-строительная бригада

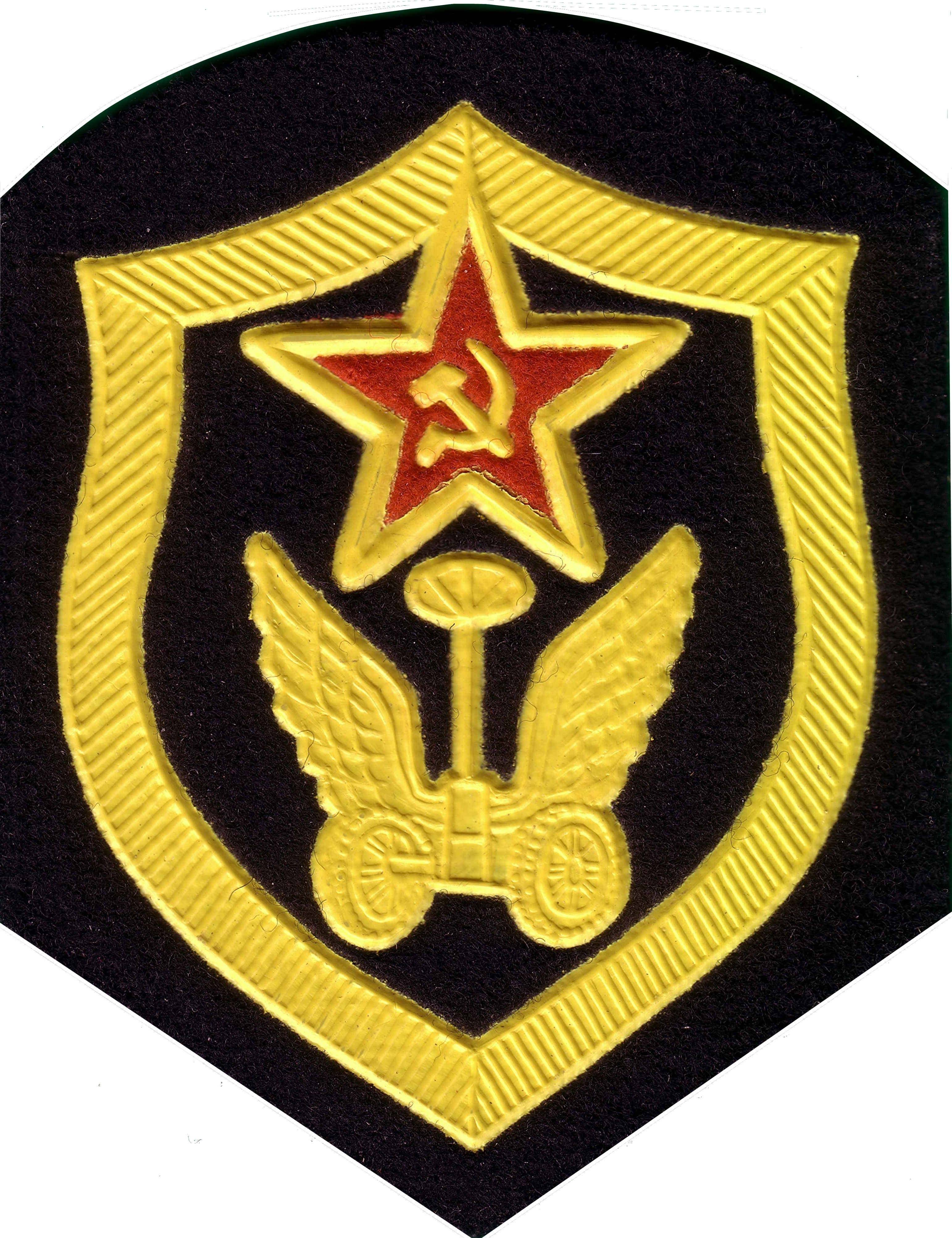
Нарукавный знак по роду войск: автомобильные и дорожные (до 4 марта 1988 года) войска.

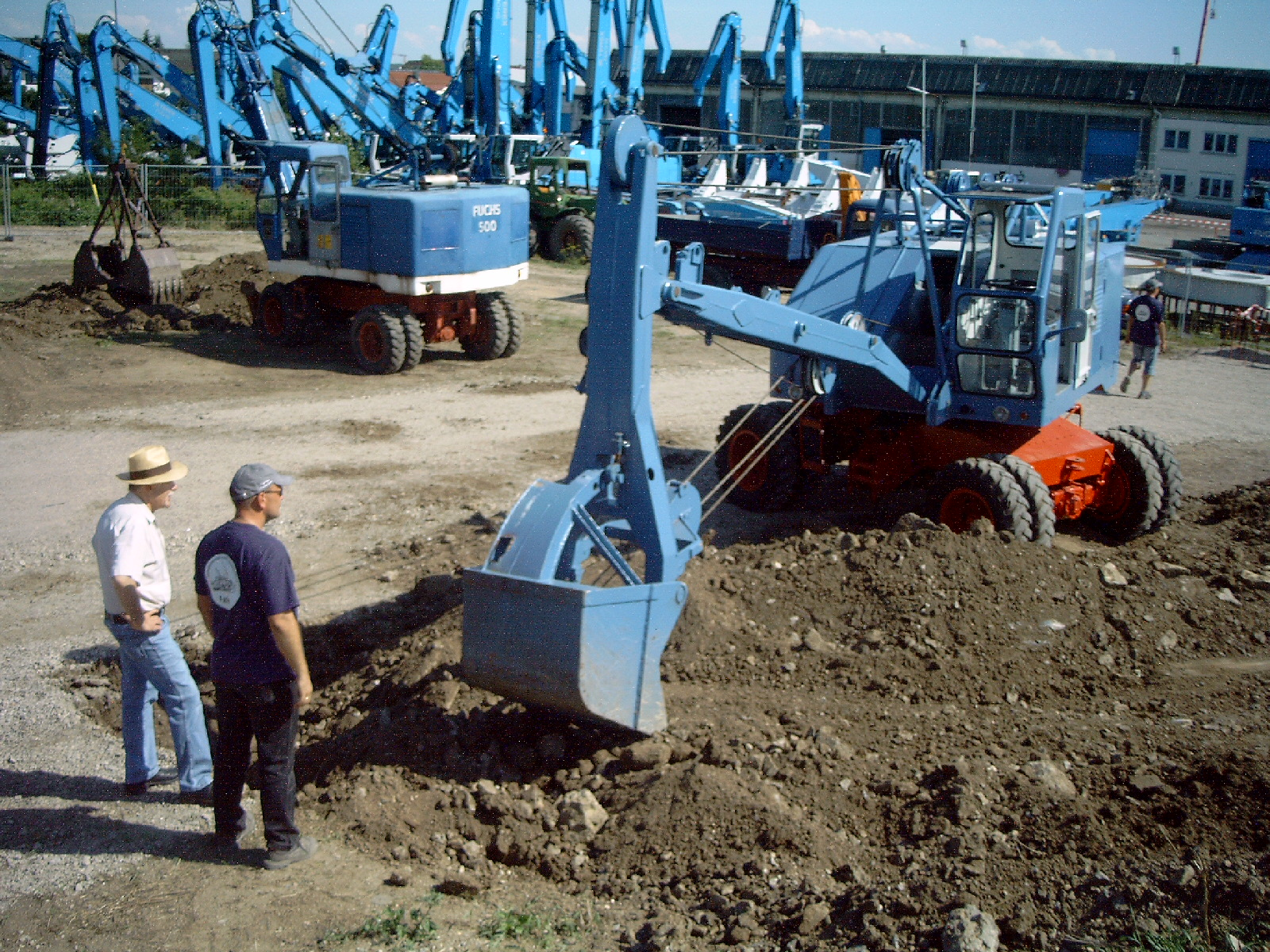
Пневмоколёсный экскаватор 1950 - 1960 годов с канато-блочным управлением. Похожие экскаваторы стояли на оснащении бригад.

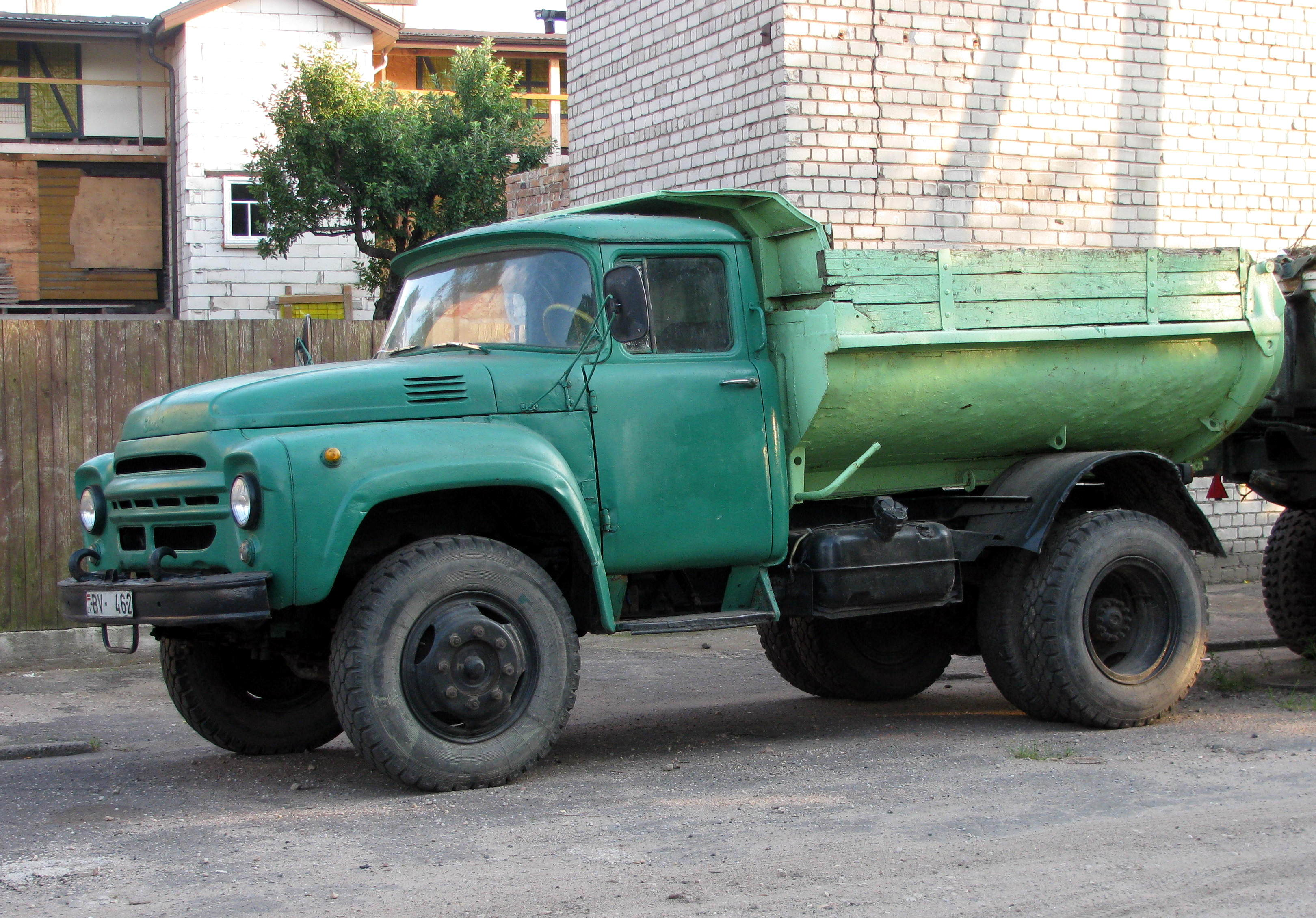
Основная машина, самосвал ММЗ-555 (на базе ЗИЛ-130) на оснащении одс бригад в период 1970 — 1980 годов.

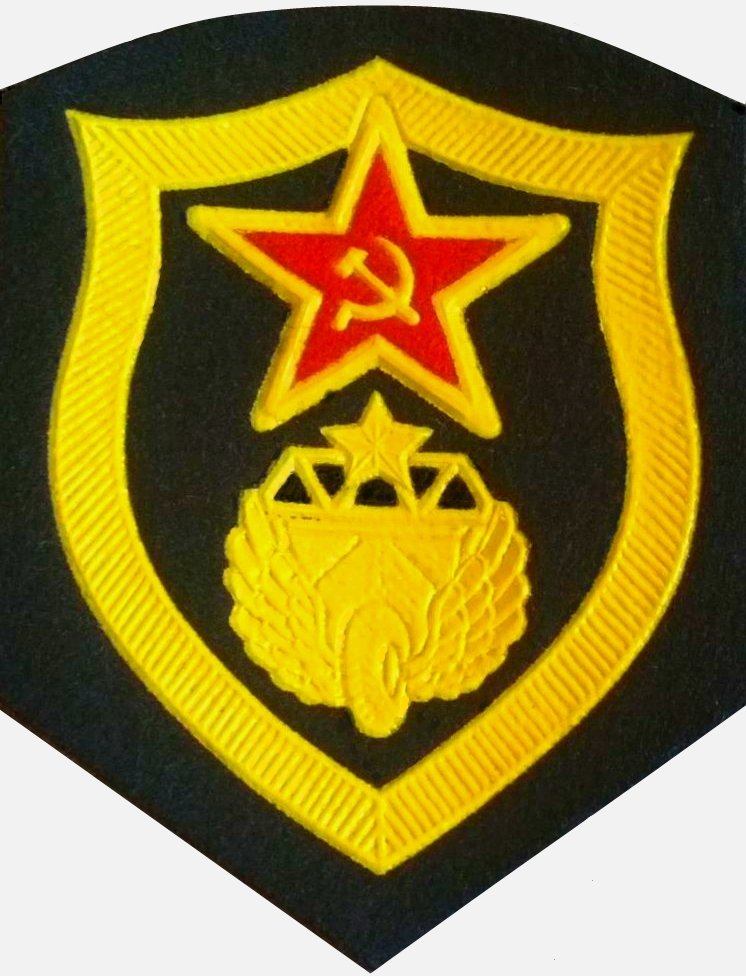
Нарукавный знак дорожные войска, с 5 марта 1988 года.

Отдельная дорожно-строительная бригада — формирование (соединение, бригада) специальных войск (дорожных) Вооружённых Сил Союза ССР (ВС СССР) и России (ВС России), предназначенное для строительства и реконструкции автомобильных дорог (АД) и сооружений на них, а также других задач дорожного обеспечения.
Выполняли стратегические задачи по строительству и реконструкции автомобильных дорог и сооружений на них в Закарпатье, Забайкалье, Казахстане, Западной Сибири, Нечерноземье и на Дальнем Востоке Союза ССР. Являлась крупнейшим формированием в истории дорожных войск Вооружённых сил России после дорожно-строительной дивизии и дорожно-строительного корпуса. Сокращённое действительное наименование — одсбр, с указанием войскового №, например 146 одсбр. Штатная должность командира одсбр — полковник (комбриг, в РККА ВС Союза).

## История
Понимая важность путей сообщения в Союзе, особенно в районах Восточной Сибири и Дальнего Востока, для строительства автомобильных дорог и сооружений на них, а также обустройства территорий, постановлением Совета Труда и Обороны СССР, от 11 декабря 1933 года, было создано Управление дорожного строительства Восточной Сибири и Дальнего Востока (Дальдорстрой) в городе Хабаровск, с задачей по строительству стратегических автомобильных дорог по титульному списку Правительства СССР.
Планы по строительству были оглашены на XVII съезде ВКП(б), проходившем в Москве с 26 января по 10 февраля 1934 года, когда был принят второй пятилетний план развития СССР. В соответствии с ним предполагалось строительство автомобильной дороги Владивосток — Хабаровск, с твёрдым (гравийным) покрытием, протяжённостью 600 километров, ныне АД «Уссури» или М60.
С декабря 1933 года по январь 1934 года Красная Армия (РККА) сформировала, для Дальдорстроя, две отдельные дорожно-строительные бригады: первую — в Ростове-на-Дону во главе с комбригом Н. М. Анисимовым, и вторую — в Киеве (командир бригады — Лебедев), с общей численность личного состава около 15 000 человек, и передислоцировала их на Дальний Восток.
Штаб-квартирой первой бригады стало село Дмитриевка, Приморской области, второй — город Хабаровск. Первая бригада вела строительство автомобильной дороги от Владивостока до Имана, а вторая — от Имана до Хабаровска.
4 ноября 1935 года, в центральным печатном органе ВКП(б) газете «Правда» была опубликована статья за подписью начальника Дальдорстроя тов. Фрумкина Ю. Ф. о завершении строительства «крупнейшей магистрали Владивосток — Хабаровск». После окончания строительства бригады были расформированы, по решению Совета труда и обороны Союза ССР, отдельные батальоны 1 одсбр, с марта 1936 года, переведены в состав строительно-квартирных отделов войск Приморского округа и смл Тихоокеанского флота, а отдельные батальоны 2 одсбр — в состав войск ОКДВА.
Длительное время таких формирований в ВС не существовало (хотя после Великой Отечественной войны в отдельном дорожно-строительном корпусе были сформированы дорожно-строительные дивизии).
В 1969 году, вспомнив предыдущий опыт дорожного строительства в Союзе ССР, по выполнению стратегических задач, на основании директивы Генерального штаба Вооруженных Сил СССР при Министерстве строительства и эксплуатации дорог Украинской ССР, была сформирована, в городе Мукачево, 60-я отдельная дорожно-строительная бригада, для строительства автомобильных дорог и мостов, на Мукачево-Львовском направлении. Которая выполнила поставленные перед её личным составом задачи. Функционерам КПУ и КПСС идея по использованию специальных войск ВС СССР в мирное время понравилась.
Понимая важность автомобильных дорог (АД) для развития республик Советского Союза Правительство СССР и партия приняли решение и издали ряд постановлений ЦК КПСС и Совета Министров СССР, в том числе и № 878-301, от 23 октября 1970 года, «О строительстве и реконструкции приграничных автомобильных дорог (АД, автодорога) в районах Восточной Сибири, Дальнего Востока и Средней Азии». В соответствии с ними были сформированы четыре отдельные дорожно-строительные бригады, в Главном военно-строительном управлении (ГВСУ) Министерства обороны СССР (МО СССР), Вооружённых Сил СССР (ВС СССР), которые были размещены и приступили в 1970 году к выполнению задач по строительству и реконструкции дорог в Закарпатье (Мукачево), Забайкалье (Иркутск — Чита) и Казахстане (Актогай — Дружба).
Сформирование бригад 11-ти батальонного состава, с численностью личного состава около 5 000 человек в каждой, было поручено заместителю министра обороны по строительству и расквартированию войск и главкам военно-строительного комплекса МО СССР ВС СССР.
Перед военными дорожниками была поставлены сложнейшие задачи по строительству, реконструкции и обустройству в местах дислокации бригад в Прикарпатском военном округе (ПрикВО), Среднеазиатском военном округе (САВО) и Дальневосточном военном округе (ДВО). Им предстояло построить инфраструктуру для размещения личного состава частей и выполнить задачи по строительству автомобильных дорог, ныне АД «Байкал», «Амур» и «Восток».
Финансирование строительства и реконструкции АД осуществлялось за счёт капитальных вложений, выделяемых централизованно, один раз в год, на эти цели Советом Министров РСФСР.
За десять лет, с 1970 года по 1980 год, военными дорожниками 60 одсбр было построено более 70 километров автомобильных дорог и десятки мостов, в сложных горных условиях Карпат, в 1980 году, 60 одсбр была передислоцирована в Западную Сибирь, для обустройства нефтяных и газовых месторождений.
Директивой Заместителя Министра обороны СССР по строительству и расквартированию войск за № 156/1/0180, от 14 февраля 1989 года, три одсбр были расформированы, а на их базе было создано строительное управление (СУ), которое продолжило строительство восточного участка автодороги М58 «Амур» (Чита — Хабаровск). Так же личный состав бригад был направлен на доукомплектование соединений и частей ЦДСУ МО СССР.

Итак, вспомним, как это было. 28 июня 1988 года я привёл первый эшелон в город Омутнинск. Следом подошли ещё составы с техникой, оснащением, людьми. Тогда мы завезли около тысячи единиц техники, это было значительно больше, чем имелось во всём Омутнинском районе. Батальоны дислоцировались в Омутнинском, Белохолуницком, Афанасьевском районах. Следует отметить, что в Кировской области было размещено больше, чем в других регионах, бригад. Например, если в Пермской, Нижегородской и Костромской областях было по одной бригаде, то в нашей области – четыре. Они размещались в Котельниче, Яранске, Зуевке и Кильмези.— Ю. Смолин, «Войска наступали на бездорожье», «Кировская правда», № 100, за 15 августа 2008 года.
В начале 1993 года, в связи с изменениями в экономике государства (переход от плановых к рыночным экономическим отношениям), отсутствием призывного контингента, ограничением финансирования, было принято решение об организационной перестройке ЦДСУ Минобороны России, переходе на хозяйственный расчёт (хозрасчёт) и самостоятельную окупаемость (самоокупаемость), для этого были сокращены (переформированы) соединения (дск и одсбр) и части (бюджетные) ЦДСУ Минобороны России и на их базе были созданы хозрасчётные организации территориальные дорожно-строительные управления (тдсу), управления дорожно-строительных работ (механизации) (удср (м)), отдельные хозрасчётные участки (охру), отдельные дорожные батальоны (одб) и отдельные дорожные роты (одр).
На данный момент ни одно государство мира не имеет в вооружённых силах таких формирований как отдельная дорожно-строительная бригада.

## Состав
В состав одсбр ГВСУ МО СССР, в зависимости от места выполнения задач (региона), входили:
- управление (штаб);
  - Штаб
  - Политический отдел (политотдел, ПО)
  - Производственно-технический отдел (ПТО)
  - Плановый отдел (ПлО)
  - Отдел снабжения (ОС)
  - Отдел главного механика (ОГМ)
  - Автомобильная служба (АС)
  - Служба тыла (СТ)
  - Бухгалтерия
  - Редакция бригадной газеты;
  - Контора материально-технического снабжения (КМТС);
- 4 или 5 отдельных дорожно-строительных батальона (одсб);
  - штаб;
  - отдельные взвода;
  - три дорожно-строительные роты;
  - одна автомобильная рота;
- два или один отдельных батальона механизации дорожно-строительных работ (обмдср);
- два отдельных автомобильных батальона (оавтб);
- один отдельный дорожно-заготовительный батальон (одзб) или одна промышленная база (ПБ);
- один отдельный ремонтный батальон (орб);
- один отдельный учебный батальон (оуб);

В состав одсбр ЦДСУ МО СССР, исходя из опыта и применения одсбр, входили: входили:
- управление (штаб);
- четвре отдельных дорожно-строительных батальона (одсб);
  - штаб;
  - отдельные взвода;
  - десять рот;

## Формирования
Ниже представлен список одсбр, входивших в различные объединения ВС Союза ССР и России:
| Список дорожно-строительных бригад Вооружённых Сил Союза ССР и Российской Федерации | Список дорожно-строительных бригад Вооружённых Сил Союза ССР и Российской Федерации | Список дорожно-строительных бригад Вооружённых Сил Союза ССР и Российской Федерации | Список дорожно-строительных бригад Вооружённых Сил Союза ССР и Российской Федерации | Список дорожно-строительных бригад Вооружённых Сил Союза ССР и Российской Федерации |
| Наименование полное действительное (сокращённое) Условное, №                        | Год сформирования                                                                   | Объединение (соединение — (№ дск)), дислокация | Штаб-квартира                                                                       | Примечание |
| ----------------------------------------------------------------------------------- | ----------------------------------------------------------------------------------- | --- | ----------------------------------------------------------------------------------- | --- |
| 1-я отдельная дорожно-строительная бригада (1 одсбр) ?????                          | с декабря 1933 года по январь 1934 года                                             | Управление дорожного строительства Восточной Сибири и Дальнего Востока (Дальдорстрой), Ростов-на-Дону → Дальний Восток | город (г.) Ростов-на-Дону → село Дмитриевка, Приморской области                     | по решению Совета труда и обороны Союза ССР (СТО СССР), управление и отдельные батальоны 1 одсбр, с марта 1936 года, расформированы, личный состав и техника переведены (переданы) в состав строительно-квартирных отделов войск Приморского округа и сил Тихоокеанского флота. |
| 2-я отдельная дорожно-строительная бригада (2 одсбр) ?????                          | с декабря 1933 года по январь 1934 года                                             | Дальдорстрой, город Киев → Дальний Восток | Киев → город Хабаровск                                                              | по решению СТО СССР, управление и отдельные батальоны 2 одсбр, с марта 1936 года, расформированы, личный состав и техника переведены (переданы) в состав войск ОКДВА. |
| 60-я отдельная дорожно-строительная бригада (60 одсбр) 21187                        | 1969                                                                                | Центральное дорожное управление (ЦДУ) МО СССР и Министерство строительства и эксплуатации дорог Украинской ССР → ЦДУ МО СССР и Министерство нефтяной промышленности СССР → ЦДУ Минобороны России и Министерство нефтяной и газовой промышленности СССР → Федерального дорожно-строительного управления при Министерстве обороны Российской Федерации и Министерство нефтяной и газовой промышленности РСФСР, УССР → РСФСР | город Мукачево → город Сургут                                                       | переформирована в 78-й дорожно-строительный корпус (78 дск), в 1994 году |
| 70-я отдельная дорожно-строительная бригада (70 одсбр) ?????                        | 1970                                                                                | Главное военно-строительном управлении (ГВСУ) Министерства обороны СССР (МО СССР), Вооружённых Сил СССР (ВС СССР) Забайкалье | посёлок Песчанка                                                                    | Расформирована в 1989 году, на её базе создан УНР, так же личный состав бригады был направлен на доукомплектование соединений и частей ЦДСУ МО СССР |
| 146-я отдельная дорожно-строительная бригада (146 одсбр) 02171                      | 1970                                                                                | Главное управление специального строительства МО СССР (ГУСС МО СССР), ВС СССР → ГВСУ МО СССР, ВС СССР Казахская ССР → Амурская область | посёлок Уч-Арал → п.г.т. Архара                                                     | Расформирована в 1989 году, на её базе создан УНР, так же личный состав бригады был направлен на доукомплектование соединений и частей ЦДСУ МО СССР |
| 159-я отдельная дорожно-строительная бригада (159 одсбр) 02172                      | 1971                                                                                | ГВСУ МО СССР, ВС СССР Забайкалье → Афганистан | город Петровск-Забайкальский → город Кабул                                          | Переформирована, в 1982 году, в 58-ю отдельную автомобильную бригаду 40-й армии. |
| 160-я отдельная дорожно-строительная бригада (160 одсбр) ?????                      | 1970                                                                                | ГВСУ МО СССР, ВС СССР Амурская область | посёлок Васильевка                                                                  | Расформирована в 1989 году, а на её базе создано СУ и УНР, так же личный состав бригады был направлен на доукомплектование соединений и частей ЦДСУ МО СССР |
| 322-я отдельная дорожно-строительная бригада (322 одсбр) 31830                      | 1989                                                                                | Федеральное дорожно-строительное управление при Федеральной дорожной службе России (ФДСУ при ФДС России) → Росспецстрой (62), ЛенВО | г. Тотьма, Вологодская область, РСФСР                                               | Переформирована в удср (м), охру, одб и одр. |
| 323-я отдельная дорожно-строительная бригада (323 одсбр) 39934                      | 1989                                                                                | ФДСУ при ФДС России → Росспецстрой (62), ЛенВО | г. Вологда, Вологодская область, РСФСР                                              | Переформирована в удср (м), охру, одб и одр. |
| 324-я отдельная дорожно-строительная бригада (324 одсбр) ?????                      | 1989                                                                                | ФДСУ при ФДС России → Росспецстрой (63), УрВО | г. Нытва, Пермская область, РСФСР                                                   | Переформирована в удср (м), охру, одб и одр. |
| 325-я отдельная дорожно-строительная бригада (325 одсбр) 39935                      | 1989                                                                                | ФДСУ при ФДС России → Росспецстрой (62), ЛенВО | н.п. Тарногский Городок, Вологодская область, РСФСР                                 | Переформирована в удср (м), охру, одб и одр. |
| 326-я отдельная дорожно-строительная бригада (326 одсбр) ?????                      | 1989                                                                                | ФДСУ при ФДС России → Росспецстрой (62), ЛенВО | г. Вытегра, Вологодская область, РСФСР                                              | Переформирована в удср (м), охру, одб и одр. |
| 327-я отдельная дорожно-строительная бригада (327 одсбр) 52852                      | 1989                                                                                | ФДСУ при ФДС России → Росспецстрой (62), ЛенВО | г. Великий Устюг, Вологодская область, РСФСР                                        | Переформирована в удср (м), охру, одб и одр. |
| 328-я отдельная дорожно-строительная бригада (328 одсбр) 59962                      | 1989                                                                                | ФДСУ при ФДС России → Росспецстрой (62), ЛенВО | г. Няндома, Архангельская область, РСФСР                                            | Переформирована в удср (м), охру, одб и одр. |
| 329-я отдельная дорожно-строительная бригада (329 одсбр) ?????                      | 1989                                                                                | ФДСУ при ФДС России → Росспецстрой (65), МВО | н.п. Красные Баки, Нижегородская область, РСФСР                                     | Переформирована в удср (м), охру, одб и одр. |
| 330-я отдельная дорожно-строительная бригада (330 одсбр) ?????                      | 1989                                                                                | ФДСУ при ФДС России → Росспецстрой (63), УрВО | н.п. Килмезь, Кировская область, РСФСР                                              | Переформирована в удср (м), охру, одб и одр. |
| 331-я отдельная дорожно-строительная бригада (331 одсбр) ?????                      | 1989                                                                                | ФДСУ при ФДС России → Росспецстрой (63), УрВО | г. Зуевка, Кировская область, РСФСР                                                 | Переформирована в удср (м), охру, одб и одр. |
| 332-я отдельная дорожно-строительная бригада (332 одсбр) ?????                      | 1989                                                                                | ФДСУ при ФДС России → Росспецстрой (63), УрВО | г. Омутнинск, Кировская область, РСФСР                                              | Переформирована в удср (м), охру, одб и одр. |
| 333-я отдельная дорожно-строительная бригада (333 одсбр) ?????                      | 1989                                                                                | ФДСУ при ФДС России → Росспецстрой (63), УрВО | г. Котельнич, Кировская область, РСФСР                                              | Переформирована в удср (м), охру, одб и одр. |
| 334-я отдельная дорожно-строительная бригада (334 одсбр) ?????                      | 1988                                                                                | ФДСУ при ФДС России → Росспецстрой (65), УрВО | г. Игра, Удмуртская АССР, РСФСР                                                     | Переформирована в удср (м), охру, одб и одр. |
| 335-я отдельная дорожно-строительная бригада (335 одсбр) 33597                      | 1989                                                                                | ФДСУ при ФДС России → Росспецстрой (65), УрВО | г. Глазов, Удмуртская АССР, РСФСР                                                   | Переформирована в удср (м), охру, одб и одр. |
| 336-я отдельная дорожно-строительная бригада (336 одсбр) ?????                      | 1989                                                                                | ФДСУ при ФДС России → Росспецстрой (63), УрВО | г. Верещагино, Пермская область, РСФСР                                              | Переформирована в удср (м), охру, одб и одр. |
| 337-я отдельная дорожно-строительная бригада (337 одсбр) ?????                      | 1989                                                                                | ФДСУ при ФДС России → Росспецстрой (65), МВО | г. Сасово, Рязанская область, РСФСР                                                 | Переформирована в удср (м), охру, одб и одр. |
| 338-я отдельная дорожно-строительная бригада (338 одсбр) ?????                      | 1989                                                                                | ФДСУ при ФДС России → Росспецстрой (65), МВО | н.п. Галич, Костромская область, РСФСР                                              | Переформирована в удср (м), охру, одб и одр. |
| 339-я отдельная дорожно-строительная бригада (33 одсбр) ?????                       | 1989                                                                                | ФДСУ при ФДС России → Росспецстрой (65), МВО | г. Шарья, Костромская область, РСФСР                                                | Переформирована в удср (м), охру, одб и одр. |
| 340-я отдельная дорожно-строительная бригада (340 одсбр) ?????                      | 1989                                                                                | ФДСУ при ФДС России → Росспецстрой (62), ЛенВО | г. Архангельск, Архангельская область, РСФСР                                        | Переформирована в удср (м), охру, одб и одр. |
| 341-я отдельная дорожно-строительная бригада (341 одсбр) ?????                      | 1989                                                                                | ФДСУ при ФДС России → Росспецстрой (65), МВО | г. Орёл, Орловская область, РСФСР                                                   | Переформирована в удср (м), охру, одб и одр. |
| 343-я отдельная дорожно-строительная бригада (343 одсбр) ?????                      | 1989                                                                                | ФДСУ при ФДС России → Росспецстрой (63), УрВО | г. Свердловск, Свердловская область, РСФСР                                          | Переформирована в удср (м), охру, одб и одр. |

Примечание:
- В связи с режимом секретности, представленными в «сети» и литературе, в различных источниках, различных данных, в списке могут присутствовать некоторые неточности;
- В графе «Год сформирования» указан год, в который формирование получило приведённое полное наименование. Год сформирования соединения являвшегося предшественником бригады не приводится, как и не рассматривается история всех его преобразований ранее.

## Видео
- Видео на YouTube, 159 одсбр в Забайкалье (копия).